# アバールデータ
株式会社アバールデータ（英: AVAL DATA CORPORATION）は、東京都町田市に本社を置く、組込み技術、画像処理、通信技術を核とした産業用電気機器メーカー。1959年に設立され、半導体製造装置、産業機械、医療機器などの分野において、組込みモジュールや画像処理モジュール、計測通信機器などの製品を提供している。 高性能画像入力ボードや光通信ボードなど、コンピュータ関連の製品で定評がある。

## 沿革
- 1959年（昭和34年）8月22日 - 応用電子研究所を母体に、東京都渋谷区で東洋通信工業株式会社を設立。
- 1961年（昭和36年）9月 - 本社・工場を東京都世田谷区に移転。
- 1981年（昭和56年）10月 - 神奈川県厚木市に厚木工場を開設（現・厚木事業所）
- 1982年（昭和57年）10月 - 東洋通信工業株式会社から株式会社アバールコーポレーションに商号変更。
- 1985年（昭和60年）9月 - 長崎県諌早市に長崎事業所を開設。
- 1987年（昭和62年）8月 - 本社を厚木市に移転。
- 1987年（昭和62年） 11月 - 長崎事業所を分離独立し、株式会社アバール長崎を設立。
- 1989年（平成元年）2月 - 株式会社アバールコーポレーションから株式会社アバールデータに商号変更。
- 1991年（平成3年）2月 - 店頭銘柄として新規登録（現・東証JASDAQ）
- 1995年（平成7年）1月 - 品質システムISO9001の認証を取得。
- 1998年（平成10年）5月 - 本社を東京都町田市（現在地）に移転。
- 2001年（平成13年）1月 - 環境マネジメント国際規格ISO14001の認証を取得。
- 2001年（平成13年）4月 - 組込み用Linuxをサポート開始。
- 2001年（平成13年）7月 - 厚木事業所新館完成。
- 2001年（平成13年）12月 - システム間のメモリ共有を可能にする「GiGA CHANNELモジュール」をシリーズ化。
- 2002年（平成14年）12月 - 高機能画像処理LSI「AIP-7000」を開発。
- 2003年（平成15年）12月 - CameraLink インターフェース対応の高速画像入力モジュール「APC-3310CL」を開発。
- 2004年（平成16年）8月 - 株式会社アクセルの高性能グラフィックLSI「AG-9シリーズAG902」を搭載したマルチメディア・プラットフォーム「CSB-50」を販売開始。
- 2005年（平成17年）1月 - PCI-Xバスに対応したCameraLinkインターフェース画像入力ボード「APC-3316」を開発・発売開始。
- 2006年（平成18年）3月 - 日本インドスタリアル･イメージング協会設立に参加
- 2006年（平成18年）7月 - 環境対策の一環として新規設計製品のRoHS指令対応を100％実施。
- 2007年（平成19年）4月 - 厚木事業所1号館完成。厚木事業所再構築が完了し、併せて生産革新運動（Avaldata Revolution Plan) Phase2を完結させる。
- 2007年（平成19年）6月 - 視覚検査装置向けカメラに画像処理部を内蔵したインテリジェント･カメラ「ALI-6000」を開発。同製品のシリーズ化を開始。
- 2007年（平成19年）11月 - PCI ExpressバスブリッジLSI「AAE-B04」を開発。FPGAコンパニオンチップとして自社製品への積極的な展開を、また同LSIのシリーズ化を開始。
- 2007年（平成19年）11月 - 東京エレクトロンデバイス株式会社と販売･技術業務の提携を行うことで合意。
- 2008年（平成20年）12月 - 100MHzの高速サンプリングに対応したPCI Express対応のA/D変換ボード「APX-510」を開発。同製品のシリーズ化を開始。
- 2009年（平成21年）9月 - 次世代カメラインターフェース「CoaXPress」のコンソーシアムメンバー加入。CoaXPress対応のAPX-3662開発開始。
- 2011年（平成23年）3月 - JIIAの提唱するCoaxPress規格がAIA/EMVAとの協会間定例会議に於いて国際規格に承認。
- 2012年（平成24年）9月 - 超高速光通信カメラインターフェース「Opt-C:Link」を独自開発、発売開始。
- 2013年（平成25年）9月 - 厚木事業所が一般区分の医療機器製造業許可（許可番号：14BZ200171）を取得。
- 2014年（平成26年）1月 - スリット光に白色LEDを用いた「カラー光切断法」を開発。
- 2014年（平成26年）11月 - 「組込みマルチコアコンソーシアム」設立に参加。
- 2014年（平成26年）11月 - 株式会社フィックスターズと業務資本提携。
- 2015年（平成27年）4月 - InGaAs短波長赤外カメラの開発・発売開始。
- 2017年（平成29年）7月 - アバール長崎を東京エレクトロンデバイス株式会社[3]に譲渡。
- 2017年（平成29年）10月 - 株式会社Phoxterとの業務資本提携。
- 2017年（平成29年）11月 - 株式会社エイ・オー・テクノロジーズとの業務資本提携。
- 2018年（平成30年）6月 - TS corporation(韓国）と合弁会社「AVAL GLOBAL Co.,Ltd.」[4]を設立。
- 2022年（令和4年）5月 - 海老名駅前に海老名オフィスを開設。
- 2023年（令和5年）9月 - 厚木事業所新2号館完成。
- 2023年（令和5年）12月 - 近赤外線マルチスペクトルカメラ「AMS-013VIRLF2」発売開始。
- 2024年（令和6年）2月 - 業界最⾼解像度のイメージセンサであるソニー社製「IMX992」を搭載した、近⾚外線エリアカメラ「ABA-052VIR」[5]を発売開始。
- 2024年（令和6年）6月 - 山梨R&Dセンターを開設。
- 2024年（令和6年）12月 - 業界最⾼解像度のイメージセンサであるソニー社製「IMX992」を搭載した、可視光・近⾚外線の同時撮像可能な産業⽤ハイパースペクトルカメラ「AHS-052VIR」[6]を発売開始。
- 2025年（令和7年）4月 - CoaXPressによる光ファイバ接続インターフェース100Gbps伝送フレームグラバボード「APX-36C1」[7]を販売開始。

## 事業所
- 本社・町田事業所

東京都町田市旭町1丁目25番10号
- 厚木事業所

神奈川県厚木市金田1042番地
- 海老名オフィス

神奈川県海老名市めぐみ町2番2号 ViNA GARDENS OFFICE 14階
- 山梨R&Dセンター:

山梨県韮崎市穂坂町宮久保612-3